# Spiraea thunbergii
Spiraea thunbergii es una especie de arbusto perteneciente a la familia de las rosáceas. Es nativa de Japón y China.

## Descripción
Alcanza una altura de 1.5 a 1.8 metros y es casi igual de ancha. Los hojas son alternas, simples, casi lineales y semicaducas.

## Propiedades
Esta planta produce fitotóxicos glucósidos y ácido cis-cinámico. Las características de inhibición de crecimiento de las plantas puede ser utilizada contra diversas especies como la lechuga (Lactuca sativa), amaranto (Amaranthus retroflexus), el trébol rojo (Trifolium pratense), Timoteo (Phleum pratense), y Brassica rapa var. chinensis. Las características de estos productos químicos naturales indican un posible papel del cis-cinámico y sus glucósidos como aleloquímicos (productos químicos, liberados por las plantas, que causan una interacción entre las plantas y otros organismos vivos) para su uso como reguladores del crecimiento vegetal y la supresión de malezas en los campos agrícolas y en los ecosistemas naturales.

## Taxonomía
Spiraea thunbergii fue descrita por Siebold ex Blume y publicado en Bijdragen tot de flora van Nederlandsch Indië 17: 1115, en el año 1826.
Sinonimia